# Kao-cu (Tchang)
Kao-cu (čínsky pchin-jinem Gāozǔ, znaky 高祖); 8. duben 566 – 25. červen 635) vlastním jménem Li Jüan (čínsky pchin-jinem Lǐ Yuān, znaky zjednodušené 李渊, tradiční 李淵) byl zakladatelem a v letech 618–626 prvním císařem čínské říše Tchang. Původně regionální správce a generál říše Suej roku 617 v rozpadající se říši vytáhl na hlavní město Čchang-an, dobyl ho a dosadil na trůn loutkového císaře. Následujícího roku se sám prohlásil císařem nově vyhlášeného tchangského státu a během několika let sjednotil Čínu pod svou vládou.

## Život
Předkové Li Jüana patřili k vojenské aristokracii severozápadní Číny, jeho otec Li Ping (李昺, † 572) byl generálem a vévodou z Tchang v říši Severní Čou (557–581). Matkou Li Jüana byla paní Tu-ku, dcera generála sienpejského původu Tu-ku Sina. Sestry paní Tu-ku byl manželkami Ming-tiho, císaře Severní Čou (vládl 557–560), a Jang Ťiena (císaře Wen-tiho, † 604), severočouského generála a od roku 581 císaře říše Suej. Manželkou Li Jüana se stala paní Tou, sestra císaře Ming-tiho.
Za vlády Wen-tiho Li Jüan sloužil jako krajský správce, za následujícího císaře Jang-tiho byl správcem komandérie, sloužil i v ústřední vládě. Roku 613 se účastnil tažení proti Kogurju, následující rok chránil průsmyk Tchung, roku 615 potlačil povstání v Che-tungu. Roku 616 byl jmenován guvernérem se sídlem ve významném městě Tchaj-jüanu.
Od roku 613 začala povstání proti suejské vládě, roku 616 se císař Jang-ti stáhl na dolní tok Jang-c’-ťiang do Ťiang-tu (dnešní Jang-čou) a koncem roku 617 vystoupil proti císaři i Li Jüan. Vytáhl se svou armádou na Čchang-an, kde prohlásil Jang-tiho za sesazeného, císařem jmenoval jeho vnuka Kung-tiho a vládl jeho jménem z pozice regenta, současně si nechal udělit titul knížete z Tchang. Po zavraždění Jang-tiho roku 618 se Li Jüan prohlásil císařem, svůj stát nazval Tchang. Znám je pod svým chrámovým jménem jako císař Kao-cu.
První léta se Kao-cu soustředil na vítězství ve válce o dědictví říše Suej a znovusjednocení Číny pod tchangskou vládou. Během několika let porazil ostatní protisuejské rebely a zabral jejich státy, především říši Liang Li Kueje (619), království Sia Tou Ťien-tea (621), říši Čeng Wang Š’-čchunga (621), říší Čchin Süe Žen-kaoa (618) a stát Ting-jang Liou Wu-čoua (620). Do roku 623 ovládl naprostou většinu čínského území, pouze dobývání pohraničních regionů na severu se protáhlo do roku 628.
Ve vnitřní politice Kao-cu navazoval na úspěšné postupy suejského Wen-tiho, včetně převzetí správního systému tří kanceláří a šesti ministerstev a rozdělování půdy mezi rolníky v systému stejných polí a snížení daní. Distancoval se od přísného zákonodárství Jang-tiho a vydal mírnější tchangský zákoník.
Po nástupu na trůn jmenoval nejstaršího syna Li Ťien-čchenga korunním princem, druhý Li Š’-min se stal knížetem z Čchin, čtvrtý Li Jüan-ťi knížetem z Čchi a také další synové obdrželi knížecí tituly. (Třetí syn Li Süan-pa zemřel již roku 614 a titul knížete z Wej obdržel posmrtně.) Roku 626 se soupeření Li Ťien-čchenga a Li Jüan-ťiho s Li Š’-minem vyhrotilo a v červenci 626 Li Š’-min na bratry zaútočil a v boji u brány Süan-wu je zabil. Vzápětí postoupil na místo korunního prince, po několika týdnech Kao-cu abdikoval a Li Š’-min se stal císařem.
Po odstoupení Kao-cu dostal formálně vyšší titul tchaj-šang chuang, byl však zbaven veškeré moci. Žil v jednom z paláců Čchang-anu. Zemřel 25. června 635.